# Persone di nome Gary
| Questa pagina contiene informazioni ricavate automaticamente dalle voci biografiche con l'ausilio del template Bio e di un bot. L'aggiornamento è periodico e automatico e ricostruisce completamente la pagina. Se manca una persona in questa lista, sei pregato di non aggiungerla, ma accertati piuttosto che la sua voce biografica contenga il template Bio e che i dati anagrafici siano correttamente compilati. Se il template Bio manca, inseriscilo tu stesso o, in alternativa, metti l'avviso {{tmp\|Bio}} che ne segnala la mancanza. Se i dati riportati sono sbagliati, correggi direttamente la voce biografica; le modifiche saranno visibili in questa lista entro pochi giorni. Per chiarimenti vedi il progetto antroponimi. La lista contiene solo le 393 persone che sono citate nell'enciclopedia e per le quali è stato implementato correttamente il template Bio. Pagina aggiornata al 16 ott 2024. |

Questa è una lista di persone presenti nell'enciclopedia che hanno il prenome Gary, suddivise per attività principale.

## Allenatori di calcio(28)
- Gary Ambroise, allenatore di calcio e ex calciatore francese (Parigi, n. 1985)
- Gary Barnett, allenatore di calcio e ex calciatore inglese (Stratford-upon-Avon, n. 1963)
- Gary Bowyer, allenatore di calcio e ex calciatore inglese (Manchester, n. 1971)
- Gary Caldwell, allenatore di calcio e ex calciatore scozzese (Stirling, n. 1982)
- Gary Charles, allenatore di calcio e ex calciatore inglese (Newham, n. 1970)
- Gary Darrell, allenatore di calcio e ex calciatore bermudiano (Hamilton, n. 1947)
- Gary Dicker, allenatore di calcio e ex calciatore inglese (Dublino, n. 1986)
- Gary Goodchild, allenatore di calcio e ex calciatore inglese (Chelmsford, n. 1958)
- Gary Hamilton, allenatore di calcio e calciatore nordirlandese (Banbridge, n. 1980)
- Gary Holt, allenatore di calcio e ex calciatore scozzese (Irvine, n. 1973)
- Gary Irvine, allenatore di calcio e calciatore scozzese (Bellshill, n. 1985)
- Gary Johnson, allenatore di calcio e ex calciatore inglese (Londra, n. 1955)
- Gary Locke, allenatore di calcio e ex calciatore scozzese (Edimburgo, n. 1975)
- Gary Marocchi, allenatore di calcio e ex calciatore australiano (Perth, n. 1955)
- Gary McAllister, allenatore di calcio e ex calciatore scozzese (Motherwell, n. 1964)
- Gary McSheffrey, allenatore di calcio e ex calciatore inglese (Coventry, n. 1982)
- Gary Megson, allenatore di calcio e ex calciatore inglese (Manchester, n. 1959)
- Gary Mills, allenatore di calcio e ex calciatore inglese (Northampton, n. 1961)
- Gary Naysmith, allenatore di calcio e ex calciatore scozzese (Edimburgo, n. 1978)
- Gary O'Neil, allenatore di calcio e ex calciatore inglese (Bromley, n. 1983)
- Gary Owers, allenatore di calcio e ex calciatore inglese (Newcastle upon Tyne, n. 1968)
- Gary Rowett, allenatore di calcio e ex calciatore inglese (Bromsgrove, n. 1974)
- Gary Smith, allenatore di calcio e ex calciatore inglese (Harlow, n. 1968)
- Gary Speed, allenatore di calcio e calciatore gallese (Mancot, n. 1969 - Huntington, † 2011)
- Gary Stempel, allenatore di calcio inglese (Londra, n. 1957)
- Gary Teale, allenatore di calcio e ex calciatore scozzese (Glasgow, n. 1978)
- Gary Waddock, allenatore di calcio e ex calciatore irlandese (Kingsbury, n. 1962)
- Gary White, allenatore di calcio, dirigente sportivo e ex calciatore inglese (Southampton, n. 1974)

## Allenatori di pallacanestro(2)
- Gary Blair, allenatore di pallacanestro statunitense (Dallas, n. 1945)
- Gary Kloppenburg, allenatore di pallacanestro statunitense (Lindsay, n. 1953)

## Artisti(1)
- Gary Hill, artista e scultore statunitense (Santa Monica, n. 1951)

## Assassini seriali(1)
- Gary M. Heidnik, serial killer statunitense (Eastlake, n. 1943 - Rockview, † 1999)

## Astronauti(1)
- Gary Eugene Payton, ex astronauta statunitense (Rock Island, n. 1948)

## Astronomi(3)
- Gary W. Billings, astronomo canadese
- Gary Emerson, astronomo statunitense
- Gary Hug, astronomo statunitense

## Attivisti(2)
- Gary Lawrence Francione, attivista e filosofo statunitense (New York, n. 1954)
- Gary Yourofsky, attivista statunitense (Detroit, n. 1970)

## Attori(38)
- Gary Basaraba, attore canadese (Edmonton, n. 1959)
- Gary Beach, attore statunitense (Alexandria, n. 1947 - Palm Springs, † 2018)
- Gary Bond, attore britannico (Liss, n. 1940 - Ealing, † 1995)
- Gary Burghoff, attore televisivo statunitense (Bristol, n. 1943)
- Gary Cady, attore britannico (n. 1959)
- Gary Carr, attore inglese (Londra, n. 1986)
- Gary Carlos Cervantes, attore statunitense (Maywood, n. 1953)
- Gary Cole, attore statunitense (Park Ridge, n. 1956)
- Gary Coleman, attore statunitense (Zion, n. 1968 - Provo, † 2010)
- Gary Collins, attore e conduttore televisivo statunitense (Venice, n. 1938 - Biloxi, † 2012)
- Gary Conway, attore, sceneggiatore e imprenditore statunitense (Boston, n. 1936)
- Gary Crosby, attore statunitense (Los Angeles, n. 1933 - Burbank, † 1995)
- Gary Daniels, attore e artista marziale britannico (Londra, n. 1963)
- Gary Dourdan, attore e musicista statunitense (Filadelfia, n. 1966)
- Gary Dubin, attore e doppiatore inglese (Edimburgo, n. 1959 - Burbank, † 2016)
- Gary Entin, attore e regista statunitense (Miami, n. 1985)
- Gary Farmer, attore canadese (Ohsweken, n. 1953)
- Gary Graham, attore statunitense (Long Beach, n. 1950 - Spokane, † 2024)
- Gary Gray, attore statunitense (Los Angeles, n. 1936 - Brush Prairie, † 2006)
- Gary Grubbs, attore statunitense (Amory, n. 1949)
- Gary Hershberger, attore e sceneggiatore statunitense (Pasadena, n. 1964)
- Gary Jasgur, attore statunitense (Los Angeles, n. 1935 - Los Angeles, † 1994)
- Gary Lewis, attore britannico (Glasgow, n. 1957)
- Litefoot, attore e rapper statunitense (Upland, n. 1968)
- Gary Merrill, attore statunitense (Hartford, n. 1915 - Falmouth, † 1990)
- Gary Oldman, attore britannico (Londra, n. 1958)
- Gary Oliver, attore britannico (Northampton, n. 1966)
- Gary Olsen, attore britannico (Londra, n. 1957 - Melbourne, † 2000)
- Gary Owens, attore e doppiatore statunitense (Mitchell, n. 1934 - Los Angeles, † 2015)
- Gary Raymond, attore britannico (Brixton, n. 1935)
- Gary Riley, attore statunitense (Saint Louis, n. 1963)
- Gary Russell, attore, regista e sceneggiatore britannico (Maidenhead, n. 1963)
- Gary Sinise, attore, regista e bassista statunitense (Blue Island, n. 1955)
- Gary Sweet, attore e insegnante australiano (Melbourne, n. 1957)
- Gary Valentine, attore e scrittore statunitense (Mineola, n. 1961)
- Gary Weeks, attore, sceneggiatore e produttore cinematografico statunitense (Wiesbaden, n. 1972)
- Gary Anthony Williams, attore e doppiatore statunitense (Fayetteville, n. 1966)
- Gary Wilmot, attore e conduttore televisivo britannico (Londra, n. 1954)

## Avvocati(1)
- Gary Bettman, avvocato e dirigente sportivo statunitense (New York, n. 1952)

## Banchieri(1)
- Gary Gensler, banchiere e politico statunitense (Baltimora, n. 1957)

## Bassisti(5)
- Gary Kendall, bassista e cantante canadese
- Gary McCormack, bassista britannico
- Gary Mounfield, bassista britannico (Manchester, n. 1962)
- Gary Thain, bassista neozelandese (Christchurch, n. 1948 - Londra, † 1975)
- Gary Willis, bassista statunitense (Longview, n. 1957)

## Batteristi(3)
- Gary Driscoll, batterista statunitense (n. 1946 - Ithaca, † 1987)
- Gary Lewis, batterista e cantante statunitense (Newark, n. 1946)
- Gary Wallis, batterista e percussionista britannico (Londra, n. 1964)

## Biologi(1)
- Gary Ruvkun, biologo statunitense (Berkeley, n. 1952)

## Bobbisti(1)
- Gary Sheffield, bobbista statunitense (n. 1936 - † 2004)

## Canottieri(1)
- Gary O'Donovan, canottiere irlandese (Skibbereen, n. 1992)

## Cantanti(13)
- Gary U.S. Bonds, cantante statunitense (Jacksonville, n. 1939)
- Gary Barden, cantante e compositore britannico (Royal Tunbridge Wells, n. 1955)
- Gary Brooker, cantante, pianista e compositore britannico (Londra, n. 1945 - Londra, † 2022)
- Gary Cao, cantante e compositore malaysiano (Sabah, n. 1979)
- Gary Cherone, cantante statunitense (Malden, n. 1961)
- Gary Hughes, cantante, compositore e musicista britannico (Manchester, n. 1967)
- Gary LeVox, cantante statunitense (Columbus, n. 1970)
- Gary Lightbody, cantante e chitarrista britannico (Bangor, n. 1976)
- Gary Numan, cantante e musicista britannico (Londra, n. 1958)
- Gary O'Shaughnessy, cantante irlandese
- Gary Pickford-Hopkins, cantante britannico (Londra, n. 1948 - Londra, † 2013)
- Gary Valenciano, cantante e attore filippino (Manila, n. 1964)
- Gary Wright, cantante, tastierista e attore statunitense (Cresskill, n. 1943 - Palos Verdes Estates, † 2023)

## Cantautori(5)
- Gary Allan, cantautore statunitense (La Miranda, n. 1967)
- Gary Barlow, cantautore, musicista e produttore discografico britannico (Frodsham, n. 1971)
- Gary Glitter, cantautore e musicista britannico (Banbury, n. 1944)
- Gary Go, cantautore, musicista e compositore britannico (Londra, n. 1985)
- Gary Jules, cantautore statunitense (Fresno, n. 1969)

## Cestisti(42)
- Gary Alcorn, cestista statunitense (Fresno, n. 1936 - Fresno, † 2006)
- Gary Alexander, ex cestista statunitense (Jacksonville, n. 1969)
- Gary Bell, ex cestista statunitense (Kent, n. 1992)
- Gary Bergen, cestista statunitense (Independence, n. 1932 - † 2010)
- Gary Brokaw, ex cestista, allenatore di pallacanestro e dirigente sportivo statunitense (New Brunswick, n. 1954)
- Gary Browne Ramírez, cestista portoricano (Trujillo Alto, n. 1993)
- Gary Chathuant, cestista francese (Les Abymes, n. 1983)
- Gary Clark, cestista statunitense (Smithfield, n. 1994)
- Gary Collier, ex cestista statunitense (Fort Worth, n. 1971)
- Gary David, ex cestista filippino (Dinalupihan, n. 1978)
- Gary Ervin, ex cestista statunitense (Brooklyn, n. 1983)
- Gary Florimont, cestista francese (Saint-Claude, n. 1987)
- Gary Forbes, ex cestista panamense (Colón, n. 1985)
- Gary Freeman, ex cestista statunitense (Boise, n. 1948)
- Gary Garland, ex cestista e cantante statunitense (East Orange, n. 1957)
- Gary Garner, ex cestista e allenatore di pallacanestro statunitense (West Plains, n. 1943)
- Gary Grant, ex cestista e allenatore di pallacanestro statunitense (Canton, n. 1965)
- Gary Gray, ex cestista statunitense (Fort Cobb, n. 1945)
- Gary Gregor, ex cestista statunitense (Charles Town, n. 1945)
- Gary Hamilton, cestista statunitense (Los Angeles, n. 1984)
- Gary Harris, cestista statunitense (Fishers, n. 1994)
- Gary Hill, cestista statunitense (Rocky, n. 1941 - † 2009)
- Gary Keller, ex cestista statunitense (Elizabeth, n. 1944)
- Gary Leonard, ex cestista statunitense (Belleville, n. 1967)
- Gary McGhee, cestista statunitense (Anderson, n. 1988)
- Gary Melchionni, ex cestista statunitense (Camden, n. 1951)
- Gary Neal, ex cestista statunitense (Baltimora, n. 1984)
- Gary Payton, cestista statunitense (Seattle, n. 1992)
- Gary Payton, ex cestista statunitense (Oakland, n. 1968)
- Gary Phillips, ex cestista statunitense (Quincy, n. 1939)
- Gary Plummer, ex cestista statunitense (Highland Park, n. 1962)
- Gary Schull, cestista statunitense (Willow Grove, n. 1944 - Melbourne, † 2005)
- Gary Stich, ex cestista e allenatore di pallacanestro statunitense (Louisville, n. 1955)
- Gary Suiter, cestista statunitense (Albuquerque, n. 1945 - Rio Rancho, † 1982)
- Gary Thompson, ex cestista, allenatore di pallacanestro e giocatore di baseball statunitense (n. 1935)
- Gary Trent, ex cestista statunitense (Columbus, n. 1974)
- Gary Trent, cestista statunitense (Columbus, n. 1999)
- Gary Turner, cestista statunitense (Fort Worth, n. 1942 - Burleson, † 2023)
- Gary Voce, ex cestista giamaicano (Bridgeport, n. 1965)
- Gary Wilkinson, ex cestista statunitense (Salt Lake City, n. 1982)
- Gary Williams, ex cestista e allenatore di pallacanestro statunitense (Collingswood, n. 1945)
- Gary Zeller, cestista statunitense (n. 1947 - † 1996)

## Chimici(1)
- Gary H. Posner, chimico statunitense (New York, n. 1943 - † 2018)

## Chitarristi(8)
- Gary Clark Jr., chitarrista e cantante statunitense (Austin, n. 1984)
- Gary B.B. Coleman, chitarrista, cantante e produttore discografico statunitense (Paris, n. 1947 - Center, † 1994)
- Gary Green, chitarrista britannico (Stroud Green, n. 1950)
- Gary Holt, chitarrista statunitense (Richmond, n. 1964)
- Gary Lucas, chitarrista, compositore e produttore discografico statunitense (Syracuse, n. 1952)
- Gary Marx, chitarrista britannico
- Gary Moore, chitarrista, cantautore e compositore britannico (Belfast, n. 1952 - Estepona, † 2011)
- Gary Pihl, chitarrista statunitense (n. 1950)

## Ciclisti su strada(2)
- Gary Clively, ex ciclista su strada australiano (Brisbane, n. 1955)
- Gary Fisher, ciclista su strada statunitense (n. 1950)

## Compositori(4)
- Reverendo Gary Davis, compositore, cantante e chitarrista statunitense (Carolina del Sud, n. 1896 - Hammonton, † 1972)
- Gary William Friedman, compositore e direttore d'orchestra statunitense (New York, n. 1934)
- Gary McFarland, compositore, arrangiatore e vibrafonista statunitense (Los Angeles, n. 1933 - New York City, † 1971)
- Gary Yershon, compositore britannico (Londra, n. 1954)

## Contrabbassisti(2)
- Gary Karr, contrabbassista statunitense (Los Angeles, n. 1941)
- Gary Peacock, contrabbassista statunitense (Burley, n. 1935 - New York, † 2020)

## Crickettisti(1)
- Gary Kirsten, crickettista sudafricano (n. 1967)

## Criminali(2)
- Gary Gilmore, criminale statunitense (McCamey, Texas, n. 1940 - Draper, Utah, † 1977)
- Gary Ridgway, criminale e ex militare statunitense (Salt Lake City, n. 1949)

## Cuochi(1)
- Gary Rhodes, cuoco e personaggio televisivo britannico (Londra, n. 1960 - Dubai, † 2019)

## Danzatori(2)
- Gary Avis, ballerino britannico (Ipswich, n. 1969)
- Gary Burne, ballerino e coreografo britannico (Bulawayo, n. 1934 - Salisbury, † 1976)

## Diplomatici(1)
- Gary Doer, diplomatico e politico canadese (Winnipeg, n. 1948)

## Direttori d'orchestra(1)
- Gary Bertini, direttore d'orchestra e compositore israeliano (Moldavia, n. 1927 - Israele, † 2005)

## Direttori di coro(1)
- Gary Graden, direttore di coro, direttore d'orchestra e docente statunitense (Filadelfia, n. 1955)

## Dirigenti sportivi(2)
- Gary Cole, dirigente sportivo, allenatore di calcio e ex calciatore australiano (Londra, n. 1956)
- Gary Neville, dirigente sportivo, allenatore di calcio e ex calciatore inglese (Bury, n. 1975)

## Economisti(1)
- Gary Becker, economista statunitense (Pottsville, n. 1930 - Chicago, † 2014)

## Editori(1)
- Gary Groth, editore statunitense (Buenos Aires, n. 1954)

## Filosofi(1)
- Gary Habermas, filosofo e teologo statunitense (Detroit, n. 1950)

## Fisici(1)
- Gary Horowitz, fisico statunitense (Washington, n. 1955)

## Fondisti(1)
- Gary di Silvestri, fondista statunitense (Staten Island, n. 1967)

## Fumettisti(3)
- Gary Frank, fumettista e disegnatore britannico (Bristol, n. 1969)
- Gary Larson, fumettista statunitense (Tacoma, n. 1950)
- Gary Wolf, fumettista e scrittore statunitense (Earlville, n. 1941)

## Genealogisti(1)
- Gary Boyd Roberts, genealogista statunitense (Houston, n. 1943)

## Giocatori di baseball(2)
- Gary Carter, giocatore di baseball statunitense (Culver City, n. 1954 - Palm Beach Gardens, † 2012)
- Gary Sánchez, giocatore di baseball dominicano (Santo Domingo, n. 1992)

## Giocatori di football americano(21)
- Gary Anderson, ex giocatore di football americano sudafricano (Parys, n. 1959)
- Gary Anderson, ex giocatore di football americano statunitense (Columbia, n. 1961)
- Gary Barbaro, ex giocatore di football americano statunitense (New Orleans, n. 1954)
- Gary Barnidge, giocatore di football americano statunitense (Bowling Green, n. 1985)
- Gary Beban, ex giocatore di football americano statunitense (San Francisco, n. 1946)
- Gary Brightwell, giocatore di football americano statunitense (Chester, n. 1999)
- Gary Collins, ex giocatore di football americano statunitense (Williamstown, n. 1940)
- Gary Cuozzo, ex giocatore di football americano statunitense (Montclair, n. 1941)
- Gary Glick, giocatore di football americano statunitense (Grant, n. 1930 - Fort Collins, † 2015)
- Gary Green, ex giocatore di football americano statunitense (San Antonio, n. 1955)
- Gary Hogeboom, ex giocatore di football americano statunitense (Grand Rapids, n. 1958)
- Gary Huff, ex giocatore di football americano statunitense (Natchez, n. 1951)
- Gary Jennings Jr., giocatore di football americano statunitense (Stafford, n. 1997)
- Gary Jeter, giocatore di football americano statunitense (Weirton, n. 1955 - Plainsboro, † 2016)
- Gary Kubiak, ex giocatore di football americano e allenatore di football americano statunitense (Houston, n. 1961)
- Gary Larsen, ex giocatore di football americano statunitense (Fargo, n. 1942)
- Gary McDermott, ex giocatore di football americano statunitense (Longview, n. 1946)
- Gary Plummer, ex giocatore di football americano statunitense (Fremont, n. 1960)
- Gary Russell, giocatore di football americano statunitense (Columbus, n. 1986)
- Gary Spani, ex giocatore di football americano statunitense (Satanta, n. 1956)
- Gary Zimmerman, ex giocatore di football americano statunitense (Fullerton, n. 1961)

## Giocatori di freccette(1)
- Gary Anderson, giocatore di freccette scozzese (Musselburgh, n. 1970)

## Giocatori di poker(2)
- Gary Berland, giocatore di poker statunitense (n. 1950 - † 1988)
- Gary Styczynski, giocatore di poker polacco (n. 1965)

## Giocatori di snooker(2)
- Gary Owen, giocatore di snooker gallese (Tumble, n. 1929 - Brisbane, † 1995)
- Gary Wilson, giocatore di snooker inglese (Wallsend, n. 1985)

## Giornalisti(2)
- Gary Webb, giornalista statunitense (Corona, n. 1955 - Carmichael, † 2004)
- Gary Younge, giornalista e scrittore britannico (Stevenage, n. 1969)

## Golfisti(2)
- Gary Hallberg, golfista statunitense (Berwyn, n. 1958)
- Gary Player, ex golfista sudafricano (Johannesburg, n. 1935)

## Hockeisti su ghiaccio(6)
- Gary Dillon, ex hockeista su ghiaccio canadese (Toronto, n. 1959)
- Gary Edwards, ex hockeista su ghiaccio canadese (Toronto, n. 1947)
- Gary Sampson, ex hockeista su ghiaccio statunitense (Atikokan, n. 1959)
- Gary Smith, ex hockeista su ghiaccio canadese (Ottawa, n. 1944)
- Gary Suter, ex hockeista su ghiaccio statunitense (Madison, n. 1964)
- Gary Veneruzzo, ex hockeista su ghiaccio canadese (Fort William, n. 1943)

## Illustratori(1)
- Gary Chalk, illustratore e scrittore inglese (Hertfordshire, n. 1952)

## Imprenditori(2)
- Gary Burrell, imprenditore e ingegnere elettrico statunitense (Stilwell, n. 1937 - Kansas City, † 2019)
- Gary Hendrix, imprenditore statunitense (n. 1948)

## Informatici(3)
- Gary Kildall, informatico statunitense (Seattle, n. 1942 - Monterey, † 1994)
- Gary McKinnon, programmatore e hacker britannico (Glasgow, n. 1966)
- Gary Vaynerchuk, informatico e imprenditore statunitense (Unione Sovietica, n. 1975)

## Ingegneri(2)
- Gary Flandro, ingegnere statunitense (Salt Lake City, n. 1934)
- Gary Langan, ingegnere, musicista e produttore discografico inglese (Surrey, n. 1956)

## Kickboxer(2)
- Gary Goodridge, kickboxer e artista marziale misto trinidadiano (Saint James, n. 1966)
- Gary Turner, kickboxer, lottatore e artista marziale misto inglese (n. 1970)

## Lunghisti(1)
- Gary Honey, ex lunghista australiano (Melbourne, n. 1959)

## Medici(1)
- Gary Hartstein, medico statunitense (Staten Island, n. 1955)

## Mezzofondisti(2)
- Gary Reed, ex mezzofondista canadese (Corpus Christi, n. 1981)
- Gary Staines, ex mezzofondista e ex maratoneta britannico (Welwyn Garden City, n. 1963)

## Militari(2)
- Gary Gordon, militare statunitense (Lincoln, n. 1960 - Mogadiscio, † 1993)
- Gary Prado Salmón, militare, politico e diplomatico boliviano (Roma, n. 1938 - Santa Cruz de la Sierra, † 2023)

## Modelli(1)
- Gary Myers, modello e attore australiano (Wiluna, n. 1941)

## Montatori(1)
- Gary D. Roach, montatore statunitense (New York, n. 1964)

## Musicisti(4)
- Gary Cooper, musicista e direttore d'orchestra inglese
- Gary Kemp, musicista e attore britannico (Londra, n. 1959)
- Gary Rossington, musicista e chitarrista statunitense (Jacksonville, n. 1951 - † 2023)
- Gary Young, musicista statunitense (Mamaroneck, n. 1953 - Stockton, † 2023)

## Nuotatori(10)
- Gary Abraham, ex nuotatore britannico (Southampton, n. 1959)
- Gary Chapman, nuotatore australiano (Brighton-Le-Sands, n. 1937 - Little Bay, † 1978)
- Gary Dilley, ex nuotatore statunitense (Washington, n. 1945)
- Gary Hall, ex nuotatore statunitense (Cincinnati, n. 1974)
- Gary Hall, ex nuotatore statunitense (Fayetteville, n. 1951)
- Gary Hurring, ex nuotatore neozelandese (Auckland, n. 1961)
- Gary Ilman, nuotatore statunitense (Glendale, n. 1943 - † 2014)
- Gary Jameson, ex nuotatore britannico
- Gary MacDonald, ex nuotatore canadese (Mission, n. 1953)
- Gary O'Toole, ex nuotatore irlandese (Dublino, n. 1968)

## Ostacolisti(1)
- Gary Oakes, ex ostacolista britannico (n. 1958)

## Pallanuotisti(2)
- Gary Figueroa, ex pallanuotista statunitense (Phoenix, n. 1956)
- Gary Sheerer, ex pallanuotista statunitense (Berkeley, n. 1947)

## Parolieri(1)
- Gary Osborne, paroliere e musicista britannico (Londra, n. 1949)

## Pattinatori artistici su ghiaccio(1)
- Gary Visconti, ex pattinatore artistico su ghiaccio statunitense (Detroit, n. 1945)

## Pianisti(1)
- Gary Graffman, pianista, docente e manager statunitense (New York, n. 1928)

## Piloti automobilistici(2)
- Gary Brabham, pilota automobilistico australiano (Wimbledon, n. 1961)
- Gary Paffett, ex pilota automobilistico britannico (Bromley, n. 1981)

## Piloti motociclistici(2)
- Gary Haslam, pilota motociclistico britannico (Langley Mill, n. 1969)
- Gary Hocking, pilota motociclistico zimbabwese (Caerleon, n. 1937 - Durban, † 1962)

## Pistard(2)
- Gary Anderson, ex pistard neozelandese (Londra, n. 1967)
- Gary Neiwand, ex pistard australiano (Melbourne, n. 1966)

## Poeti(1)
- Gary Snyder, poeta, ambientalista e saggista statunitense (San Francisco, n. 1930)

## Politici(11)
- Gary Ackerman, politico statunitense (New York, n. 1942)
- Gary Condit, politico statunitense (Salina, n. 1948)
- Gary Franks, politico statunitense (Waterbury, n. 1953)
- Gary Hart, politico statunitense (Ottawa, n. 1936)
- Gary Herbert, politico statunitense (American Fork, n. 1947)
- Gary Johnson, politico statunitense (Minot, n. 1953)
- Gary Locke, politico e diplomatico statunitense (Seattle, n. 1950)
- Gary Miller, politico statunitense (Huntsville, n. 1948)
- Gary Palmer, politico statunitense (Hackleburg, n. 1954)
- Gary Peters, politico statunitense (Pontiac, n. 1958)
- Gene Taylor, politico statunitense (New Orleans, n. 1953)

## Preparatori atletici(1)
- Gary Vitti, preparatore atletico, scrittore e attore statunitense (Stamford, n. 1957)

## Produttori cinematografici(4)
- Gary Barber, produttore cinematografico sudafricano (Johannesburg, n. 1957)
- Gary Goetzman, produttore cinematografico e produttore televisivo statunitense (Los Angeles, n. 1952)
- Gary Kurtz, produttore cinematografico statunitense (Los Angeles, n. 1940 - Londra, † 2018)
- Gary Levinsohn, produttore cinematografico sudafricano (Sudafrica, n. 1959)

## Pugili(2)
- Gary Russell Jr., pugile statunitense (Washington, n. 1988)
- Gary Stretch, pugile e attore britannico (St. Helens, n. 1968)

## Rapper(2)
- GZA, rapper statunitense (New York, n. 1966)
- Joyner Lucas, rapper e cantante statunitense (Worcester, n. 1988)

## Registi(8)
- Gary Fleder, regista e sceneggiatore statunitense (Norfolk, n. 1962)
- Gary Goldman, regista e animatore statunitense (Oakland, n. 1944)
- Gary Nelson, regista statunitense (Los Angeles, n. 1934 - Las Vegas, † 2022)
- Gary Ross, regista, sceneggiatore e produttore cinematografico statunitense (Los Angeles, n. 1956)
- Gary Sherman, regista, sceneggiatore e produttore cinematografico statunitense (Chicago, n. 1945)
- Gary Tarn, regista e compositore britannico (Londra, n. 1962)
- Gary Trousdale, regista, doppiatore e sceneggiatore statunitense (La Crescenta-Montrose, n. 1960)
- Gary Winick, regista e produttore cinematografico statunitense (New York, n. 1961 - New York, † 2011)

## Rugbisti a 15(7)
- Gary Botha, ex rugbista a 15 e allenatore di rugby a 15 sudafricano (Pretoria, n. 1981)
- Gary Longwell, rugbista a 15 e allenatore di rugby a 15 britannico (Belfast, n. 1971)
- Gary Pearce, ex rugbista a 15 britannico (Dinton, n. 1956)
- Gary Pearse, ex rugbista a 15 australiano (Sydney, n. 1953)
- Gary Rees, ex rugbista a 15 e allenatore di rugby britannico (Long Eaton, n. 1960)
- Gary Teichmann, ex rugbista a 15 zimbabwese (Gwelo, n. 1967)
- Gary Whetton, ex rugbista a 15, imprenditore e dirigente sportivo neozelandese (Auckland, n. 1959)

## Sassofonisti(2)
- Gary Bartz, sassofonista statunitense (Baltimora, n. 1940)
- Gary Windo, sassofonista, clarinettista e compositore britannico (Brighton, n. 1941 - New York, † 1992)

## Sceneggiatori(2)
- Gary Dauberman, sceneggiatore e regista statunitense
- Gary Janetti, sceneggiatore, produttore televisivo e attore statunitense (New York, n. 1966)

## Sciatori alpini(1)
- Gary Aiken, ex sciatore alpino e allenatore di sci alpino canadese

## Scrittori(11)
- Gary Brandner, scrittore statunitense (Sault Ste. Marie, n. 1930 - Reno, † 2013)
- Gary Glasberg, scrittore e produttore televisivo statunitense (New York, n. 1966 - Los Angeles, † 2016)
- Gary Jennings, scrittore e giornalista statunitense (Buena Vista, n. 1928 - Pompton Lakes, † 1999)
- Garrison Keillor, scrittore e sceneggiatore statunitense (Anoka, n. 1942)
- Gary Kinder, scrittore statunitense (Fort Lauderdale, n. 1947)
- Gary Lachman, scrittore e musicista statunitense (Bayonne, n. 1955)
- Gary Paulsen, scrittore statunitense (Minneapolis, n. 1939 - Tularosa, † 2021)
- Gary D. Schmidt, scrittore statunitense (Hicksville, n. 1957)
- Gary Shteyngart, scrittore statunitense (Leningrado, n. 1972)
- Gary Soto, scrittore e poeta statunitense (Fresno, n. 1952)
- Gary Victor, scrittore haitiano (Port-au-Prince, n. 1958)

## Sollevatori(1)
- Gary Gubner, sollevatore, pesista e discobolo statunitense (New York, n. 1942 - † 2024)

## Tastieristi(1)
- Gary Breit, tastierista canadese (McKerrow, n. 1960)

## Tennisti(2)
- Gary Donnelly, ex tennista statunitense (Phoenix, n. 1962)
- Gary Muller, ex tennista sudafricano (Durban, n. 1964)

## Tenori(2)
- Gary Lakes, tenore statunitense (Woodward, n. 1950)
- Gary Mauer, tenore e attore statunitense

## Tuffatori(1)
- Gary Tobian, tuffatore statunitense (Detroit, n. 1935)

## Velocisti(1)
- Gary Kikaya, velocista congolese (Repubblica Democratica del Congo) (Lubumbashi, n. 1980)

## Vibrafonisti(1)
- Gary Burton, vibrafonista statunitense (Anderson, n. 1943)

## Wrestler(3)
- Angelo Dawkins, wrestler statunitense (Cincinnati, n. 1990)
- Gary Hart, wrestler statunitense (Chicago, n. 1942 - Euless, † 2008)
- Man Mountain Mike, wrestler statunitense (Columbia, n. 1940 - South Berwick, † 1988)

## Senza attività specificata(4)
- Gary Anderson, ex tiratore a segno statunitense (Holdrege, n. 1939)
- Gary Brozenich, effettista statunitense
- Gary Rydstrom, tecnico del suono e regista statunitense (Chicago, n. 1959)
- Gary Summers, tecnico del suono statunitense